# Mycomya insulana
Mycomya insulana är en tvåvingeart som beskrevs av Vaisanen 1984. Mycomya insulana ingår i släktet Mycomya och familjen svampmyggor. Inga underarter finns listade i Catalogue of Life.